# MacOS Catalina
macOS Catalina（マックオーエス カタリナ）は、Mac用のオペレーティングシステムであるmacOSの16番目のメジャーリリースである。バージョンナンバーは10.15。macOS Mojaveの後継として、2019年6月3日のWWDC 2019の基調講演で発表され、同年10月8日にリリースされた。
名前はカリフォルニア州ロサンゼルス沖に浮かぶサンタカタリナ島から付けられた。
Mac OS X v10.0以来、20年近くにわたりリリースされ続けてきた「10.x」シリーズの最後のバージョンである。
最終セキュリティアップデートは2022年7月20日で、サポートは終了している。

## システム条件
- OS X Mavericks以降
- 4GB以上のメモリ
- 18.5GB以上のハードドライブ空き容量
- Apple ID（一部の機能）
- インターネット接続環境（一部の機能）

### Macのハードウェア条件
標準の設定でMojaveをサポートするすべてのMacをサポートする。ただしMac Proについては、GPUのアップグレードによってのみMojaveが動作したMid 2010 - 2012モデルはサポート対象から外れた。
- MacBook: Early 2015以降
- MacBook Pro: Mid 2012以降
- MacBook Air: Mid 2012以降
- Mac mini: Late 2012以降
- iMac: Late 2012以降
- iMac Pro: 2017以降
- Mac Pro: Late 2013以降

## 変更点

### システム

#### Mac Catalyst
新しい機能のMac Catalystを利用することで、macOSとiOS/iPadOSのの両環境で動作するアプリケーションを開発することが可能となった。AppleはJiraやTwitterなどのアプリケーションをデモンストレーションした（後者のmacOSアプリが2018年2月に利用できなくなった後）。

#### Gatekeeper
Developer IDで署名されたMac app、インストーラ・パッケージ、カーネル拡張をmacOS Catalina上で実行するには、Appleからの認証が必要となった。

#### Activation Lock
Activation Lockを利用すると、許可されていない利用を防ぎ、Apple T2セキュリティチップが搭載されたデバイス（iMac Pro、2018 MacBook Pro、Mac mini、MacBook Air、2019 Mac Pro）で、ドライブの削除が可能になる。

#### 専用システムボリューム
起動システムを置くファイルシステムにはAPFSが必須とされ、システムが読み込み専用のボリューム上で実行されるようになり、他のすべてのデータとは分離されるようになった。ただしスタンドアロン式インストーラ用のOSは引き続きHFS Plusからしか起動できず、逆にAPFSからの起動は未対応である。

#### ボイスコントロール
Siri以上に多くのコマンドが利用できるようになった。ナビゲーションの改善にデバイス上での処理が利用されている。

#### Sidecar
Sidecarという機能により、MacでiPad（iPadOSが動作しているもの）をワイヤレスの外部ディスプレイとして利用できるようになった。Apple Pencilを使用すると、Mac上で実行中のソフトウェアに対してペンタブレットとして使用することもできる。Sidecarを実行するには、Intel Skylake以上のCPUが搭載されたMacと、Apple PencilをサポートするiPadが必要である。

#### ワイヤレス・ゲームコントローラーのサポート
Game Controllerフレームワークに2種類のメジャーなゲーム機のコントローラーであるPlayStation 4のDUALSHOCK 4とXbox Oneのコントローラーのサポートが追加され、システム上で開発されたアプリケーションのコントローラーの全体的なサポートが改善された。

### アプリケーション

#### iTunes廃止
iTunesは、iOSと同様に、ミュージックアプリ、Podcast、TVアプリという独立したアプリケーション群と置き換えられる。これまでiTunesで行われてきたiOSデバイスの管理は、Finderで行われるようになる。Mac上のTVアプリは、2018年以降に発売したMacBookでは、Dolby Atmos、ドルビー・ビジョン、HDR10に対応する。一方、4K HDR再生は対応ディスプレイを接続した2018年以降に発売したMacでのみサポートされる。

#### Find My
Find My MacとFind My FriendsがFind Myと呼ばれる一つのアプリに統合された。

#### リマインダー
視覚的なデザインや機能の改善に加えて、リマインダーへの添付ファイルの追加が可能になり、イベントについてユーザーに通知を行うタイミングをSiriが予測できるようになった。

#### 削除または変更されたコンポーネント
macOS Catalinaは64ビットアプリケーションしか動作しない。そのため、Carbon APIおよびQuickTime 7が必要な画像・音声・動画フォーマットを使用するすべてのソフトウェアを含む32ビットアプリケーションは動作しなくなった。Appleは、32ビットでしか動作しないアプリケーションをMac App Storeから削除した。
macOS Catalinaでは、2003年のMac OS X v10.3（Panther）に導入されたBashの代わりに、zshがログインシェルおよびインタラクティブシェルのデフォルトとなった。BashはmacOS Catalinaでも利用可能であり、csh/tcshやkshなども引き続き利用できる。
DashboardはmacOS Catalinaでは削除された。
Perl、Python 2.7、Rubyに対するビルトインサポートはレガシー・ソフトウェアとの互換性のためにmacOSに残される。しかし、将来のバージョンのmacOSでは、こうしたスクリプト言語のランタイムではデフォルトでは含まれなくなり、追加パッケージの手動インストールが必要となる。

#### その他
Apple IDユーザへサービスごとのメールアドレスを発行することでプライバシー保護が強化された。
iOS 12から搭載されたスクリーンタイムがmacOSでも利用できるようになった。
ニューラル言語モデルが導入され、日本語入力プログラムでの予測変換の性能向上が図られた。
2018年以降のMacで、HDRビデオ（ドルビービジョン、HDR10、HLG）再生対応。内蔵ディスプレイもしくは、HDR10対応のディスプレイを利用する必要がある。

## リリース
macOS Catalina のアップデートの新機能
| バージョン | ビルド  | リリース日     | Darwin                                                 | リリースノート | アップデータ                                                                |
| ---------- | ------- | -------------- | ------------------------------------------------------ | --- | --------------------------------------------------------------------------- |
| 10.15      | 19A583  | 2019年10月7日  | 19.0.0                                                 | オリジナルソフトウェアアップデートリリース |                                                                             |
| 10.15      | 19A602  | 2019年10月15日 | 19.0.0                                                 | Supplemental Update |                                                                             |
| 10.15      | 19A603  | 2019年10月21日 | 19.0.0                                                 | 修正アップデート |                                                                             |
| 10.15.1    | 19B88   | 2019年10月29日 | 19.0.0 xnu-6153.41.3~29                                | macOS Catalina 10.15.1 アップデートについて | macOS Catalina 10.15.1 アップデート                                         |
| 10.15.2    | 19C57   | 2019年12月10日 | 19.2.0 xnu-6153.61.1~20                                | macOS Catalina 10.15.2 アップデートについて | macOS Catalina 10.15.2 アップデート macOS Catalina 10.15.2 統合アップデート |
| 10.15.3    | 19D76   | 2020年1月28日  | 19.3.0 xnu-6153.81.5~1                                 | macOS Catalina 10.15.3 アップデートについて | macOS Catalina 10.15.3 アップデート macOS Catalina 10.15.3 統合アップデート |
| 10.15.4    | 19E266  | 2020年3月24日  | 19.4.0 xnu-6153.101.6~15                               | macOS Catalina 10.15.4 アップデートについて | macOS 10.15.4 Update macOS 10.15.4 Combo Update                             |
| 10.15.4    | 19E287  | 2020年4月8日   | 19.4.0 xnu-6153.101.6~15                               | macOS Catalina 10.15.4 追加アップデート | macOS Catalina 10.15.4 追加アップデート                                     |
| 10.15.5    | 19F96   | 2020年5月26日  | 19.5.0 xnu-6153.121.1~7                                | macOS Catalina 10.15.5 Release Notes macOS Catalina 10.15.5、セキュリティアップデート 2020-003 Mojave、セキュリティアップデート 2020-003 High Sierra のセキュリティコンテンツについて                         | macOS Catalina 10.15.5 Update macOS Catalina 10.15.5 Combo Update           |
| 10.15.5    | 19F101  | 2020年6月1日   | 19.5.0 xnu-6153.121.2~2                                | macOS Catalina 10.15.5 追加アップデート、セキュリティアップデート 2020-003 High Sierra のセキュリティコンテンツについて                                                                                       | macOS Catalina 10.15.5 Supplemental Update                                  |
| 10.15.6    | 19G73   | 2020年7月15日  | 19.6.0 xnu-6153.141.1~9 Jul 5 00:43:10 PDT 2020        | macOS Catalina のアップデートの新機能 macOS Catalina 10.15.6 macOS Catalina 10.15.6、セキュリティアップデート 2020-004 Mojave、セキュリティアップデート 2020-004 High Sierra のセキュリティコンテンツについて | macOS Catalina 10.15.6 アップデート macOS Catalina 10.15.6 統合アップデート |
| 10.15.6    | 19G2021 | 2020年8月12日  | 19.6.0 xnu-6153.141.1~1 Jun 18 20:49:00 PDT 2020       | macOS Catalina 10.15.6 追加アップデート | macOS Catalina 10.15.6 追加アップデート                                     |
| 10.15.7    | 19H2    | 2020年9月24日  | 19.6.0 xnu-6153.141.2~1 Aug 31 22:12:52 PDT 2020       | macOS Catalina 10.15.7 macOS Catalina 10.15.7、セキュリティアップデート 2020-005 High Sierra、セキュリティアップデート 2020-005 Mojave のセキュリティコンテンツについて                                       | macOS Catalina 10.15.7 アップデート macOS Catalina 10.15.7 統合アップデート |
| 10.15.7    | 19H15   | 2020年11月5日  | 19.6.0 xnu-6153.141.2.2~1 Thu Oct 29 22:56:45 PDT 2020 | macOS Catalina 10.15.7 追加アップデート、macOS Catalina 10.15.7 アップデートのセキュリティコンテンツについて                                                                                                  |                                                                             |
| 10.15.7    | 19H114  | 2020年12月14日 | 19.6.0 xnu-6153.141.10~1 Nov 10 00:10:30 PST 2020      | macOS Big Sur 11.1、セキュリティアップデート 2020-001 Catalina、セキュリティアップデート 2020-007 Mojave のセキュリティコンテンツについて                                                                     |                                                                             |
| 10.15.7    | 19H512  | 2021年2月1日   | 19.6.0 xnu-6153.141.16~1 Jan 12 22:13:05 PST 2021      | macOS Big Sur 11.2、セキュリティアップデート 2021-001 Catalina、セキュリティアップデート 2021-001 Mojave のセキュリティコンテンツについて                                                                     |                                                                             |
| 10.15.7    | 19H524  | 2021年2月9日   | 19.6.0 xnu-6153.141.16~1 Jan 12 22:13:05 PST 2021      | macOS Big Sur 11.2.1、macOS Catalina 10.15.7 追加アップデート、macOS Mojave 10.14.6 セキュリティアップデート 2021-002 のセキュリティコンテンツについて                                                        | macOS Catalina 10.15.7 追加アップデート 2                                   |
| 10.15.7    | 19H1030 | 2021年4月26日  | 19.6.0 xnu-6153.141.28.1~1 Apr 12 20:57:45 PDT 2021    | セキュリティアップデート 2021-002 Catalina のセキュリティコンテンツについて | Security Update 2021-002 (Catalina)                                         |
| 10.15.7    | 19H1217 | 2021年5月24日  | 19.6.0 xnu-6153.141.33~1 May 6 00:48:39 PDT 2021       | セキュリティアップデート 2021-003 Catalina のセキュリティコンテンツについて |                                                                             |
| 10.15.7    | 19H1323 | 2021年7月21日  | 19.6.0 xnu-6153.141.35~1 Jun 22 19:49:55 PDT 2021      | セキュリティアップデート 2021-004 Catalina のセキュリティコンテンツについて |                                                                             |
| 10.15.7    | 19H1417 | 2021年9月13日  | 19.6.0 xnu-6153.141.40~1 Aug 24 20:28:00 PDT 2021      | セキュリティアップデート 2021-005 Catalina のセキュリティコンテンツについて |                                                                             |
| 10.15.7    | 19H1419 | 2021年9月23日  | 19.6.0 xnu-6153.141.40.1~1 Sep 16 20:58:47 PDT 2021    | セキュリティアップデート 2021-006 Catalina のセキュリティコンテンツについて | セキュリティアップデート 2021-006 (Catalina)                                |
| 10.15.7    | 19H1519 | 2021年10月25日 | 19.6.0 xnu-6153.141.43~1 Tue Oct 12 18:34:05 PDT 2021  | セキュリティアップデート 2021-007 Catalina のセキュリティコンテンツについて | セキュリティアップデート 2021-007 (Catalina)                                |
| 10.15.7    | 19H1615 | 2021年12月13日 | 19.6.0 xnu-6153.141.50~1 Sun Nov 14 19:58:51 PST 2021  | セキュリティアップデート 2021-008 Catalina のセキュリティコンテンツについて | セキュリティアップデート 2021-008 (Catalina)                                |
| 10.15.7    | 19H1713 | 2022年1月26日  | 19.6.0xnu-6153.141.51~3Thu Jan 13 01:26:33 PST 2022    | セキュリティアップデート 2022-001 Catalina のセキュリティコンテンツについて |                                                                             |
| 10.15.7    | 19H1713 | 2022年2月14日  | 19.6.0xnu-6153.141.51~3Thu Jan 13 01:26:33 PST 2022    | セキュリティアップデート 2022-002 | セキュリティアップデート 2022-002 (Catalina)                                |
| 10.15.7    | 19H1823 | 2022年3月14日  | 19.6.0 xnu-6153.141.59~1 Tue Feb 15 21:39:11 PST 2022  | セキュリティアップデート 2022-003 Catalina のセキュリティコンテンツについて |                                                                             |
| 10.15.7    | 19H1992 | 2022年5月16日  | 19.6.0 xnu-6153.141.62~1 Mon Apr 18 21:50:40 PDT 2022  | セキュリティアップデート 2022-004 Catalina のセキュリティコンテンツについて |                                                                             |
| 10.15.7    | 19H2026 | 2022年7月20日  | 19.6.0 xnu-6153.141.66~1 Tue Jun 21 21:18:39 PDT 2022  | セキュリティアップデート 2022-005 Catalina のセキュリティコンテンツについて | セキュリティアップデート 2022-005 (Catalina)                                |